# بناء السفن

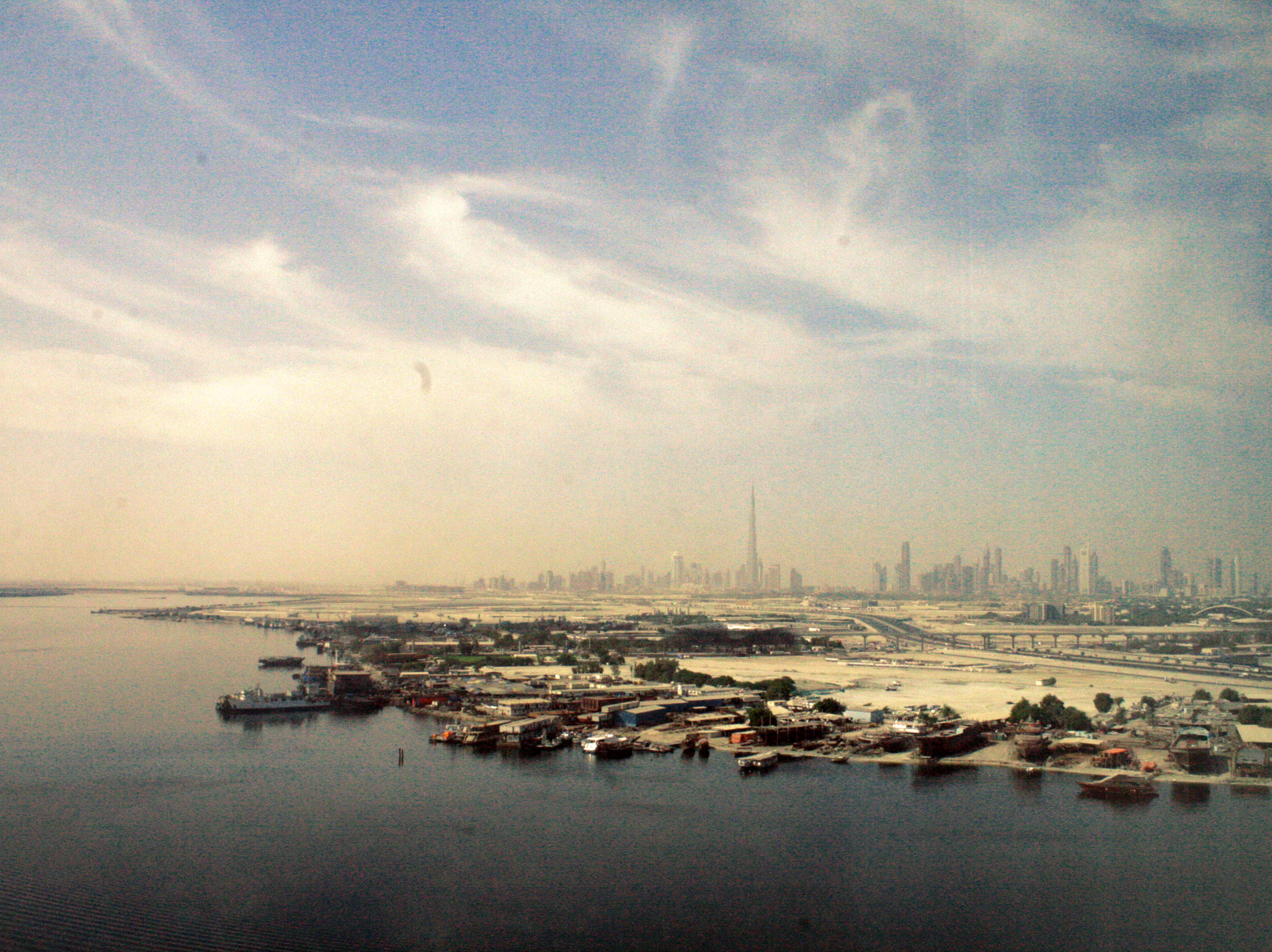
تظهر ورشات صغيرة لبناء وإصلاح السفن في مقدمة هذه الصورة لإمارة دبي.

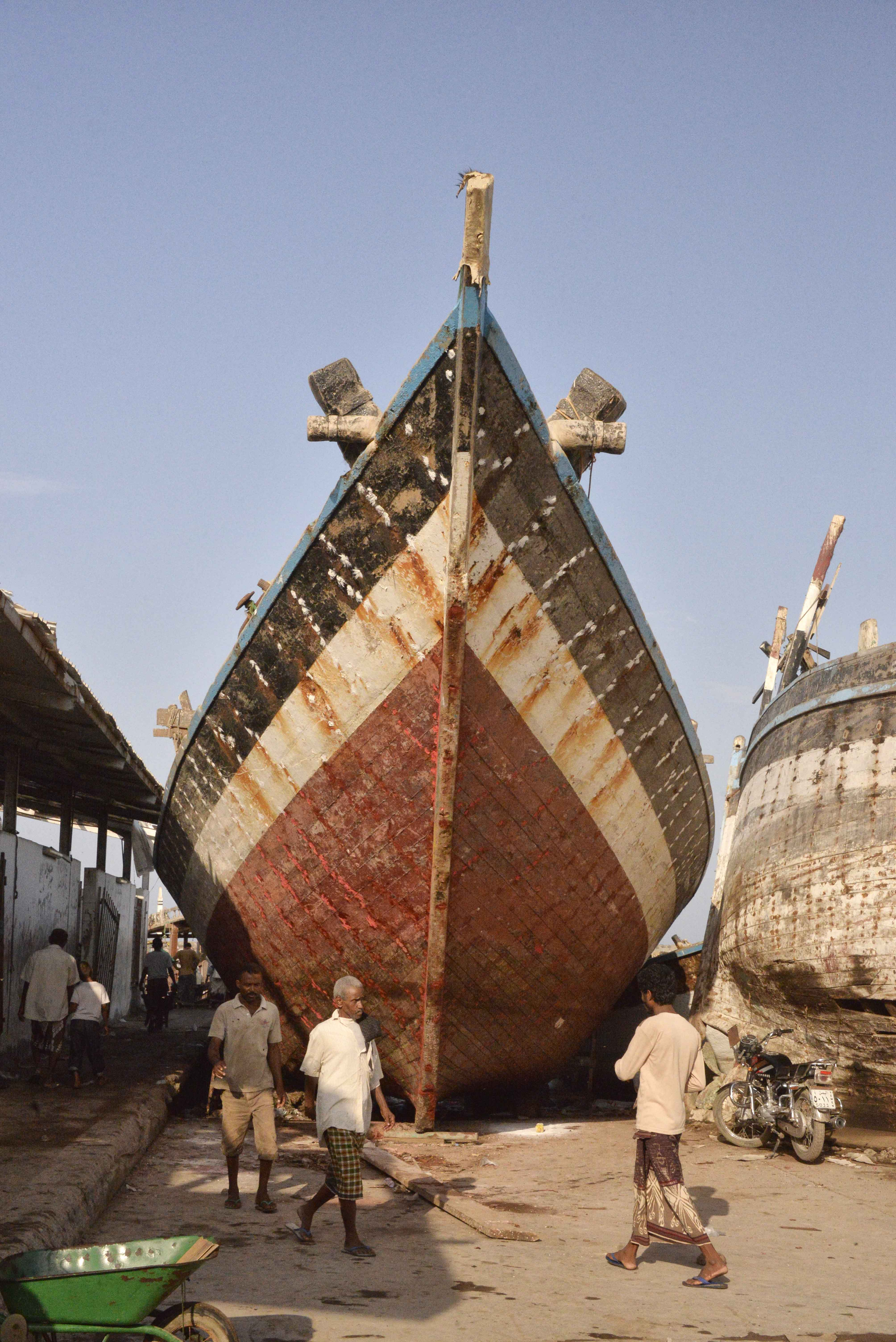
بناء السفن في اليمن

السِّفَانَة أو بناء السفن يقصد بها عملية تصنيع وبناء السفن. عادة ما يتم البناء والتصنيع في مرفق خاص يسمى ورشة بناء السفن أو الترسانة. يُسمَّى صانع السفن والقوارب السفَّان.
تصنيع وإصلاح السفن تجارياً وعسكرياً يشار إليهما «بالقطاع البحري». أما تصنيع القوارب فهو نشاط مقارب يسمى بناء القوارب.
أما تفكيك السفن فيسمى تكسير السفن.

## الخلفية التاريخية

### عصور ما قبل التاريخ
تشير الأدلة الأثرية إلى أن البشر وصلوا إلى غينيا الجديدة ما لا يقل عن 60000 سنة مضت، ربما عن طريق البحر من جنوب شرق آسيا خلال فترة العصر الجليدي عندما كان البحر أقل وأقصر المسافات بين الجزر (أنظر تاريخ بابوا غينيا الجديدة). أسلاف سكان أستراليا الأصليين وغينيا الجديدة ذهبوا عبر مضيق لومبوك بالقوارب أكثر من 50000 سنة مضت.